# Холодный, Николай Константинович
Николай Константинович Холодный (укр. Микола Костянтинович Холодний; 31 июля 1939, хутор Ягодный, Краснополье, Коропский район, Черниговская область, СССР — середина февраля 2006, Остёр, Украина) — украинский поэт-шестидесятник, литературовед, публицист, переводчик. Активный автор Самиздата 1960-х годов. Академик Бу-Ба-Бу (1997), лауреат премии В. Сосюры (1998), премии им. В. Нефелина, премии «Благовест», Почётной премии Ватикана за книгу «Про душу в пісні та про пісню в душі» (Рим, 1979).

## Биография
Родился в крестьянской семье в хуторе Ягодный села Краснополье.  В 1950 году отправил свои стихи Павлу Тычине, который затем выписывал ему газету «Літературна Україна».
В 1961 году поступил на филологический факультет Киевского университета, но был исключён оттуда в 1965 году после выступления на дискуссии о романе Арсена Ищука «Вербовчане». В 1968 году окончил Одесский университет. За сборник «Крик из могилы» был вынужден покинуть Киев.
7 июля 1972 года в газете «Літературна Україна» было опубликовано письмо, подписанное арестованным Николаем Холодным с признанием своей вины. Поэт был уволен и административно выслан из Киева под наблюдением КГБ.
Холодный работал во многих школах, но поэта часто увольняли по политическим причинам. Входит в редколлегию львовского самиздатовского журнала «Скрыня». В 1972 году обращается к Мао Цзэдуну, а в 1984 году к Рональду Рейгану с просьбой о политическом убежище.

### Во время независимости Украины
После независимости Украины с 2002 года являлся членом Всеукраинского общества политических заключенных и репрессированных и с 23 марта 1993 года членом Национального Союза писателей Украины. Также был главой Козелецкой районной организации Всеукраинского педагогического общества им. Г. Ващенко. Участник Оранжевой революции в 2004 году.
Умер при невыясненных обстоятельствах у себя дома в середине февраля 2006 года. Похоронен 15 марта 2006 года в городе Остёр Черниговской области.

## Награды
- В 1979 году награждён Почётной премией Ватикана.

- В 1998 году стал лауреатом премии В. Сосюры.
- Лауреат премий им. В. Нефелина и «Благовест».

- В 2005 году награждён Почётной грамотой Президиума Верховной Рады Украины.
- Лауреат Международной литературно-художественной премии имени Пантелеймона Кулиша[укр.] (2016, посмертно)[2].
- В 2017 году Международной литературно-художественной академией Украины посмертно отмечен медалью «Ивана Мазепы»[укр.][3].

## Внешние ссылки
- Холодний Микола Костянтинович
- Біографія
- Олександр Горобець Однокрила доля поета Миколи Холодного
- Згадуючи Миколу Холодного
- Микола Холодний: коротка біографія // UaModna, 31 липня 2015
- Мовчання з могили Миколи Холодного
- Микола Гоголь як духовний батько Миколи Холодного
- Поети не вмирають. Поетів вбивають
- Ліквідація поета Миколи Холодного прикриття злочину «ісусом христом» Василем Стусом